# Villaflores, Spanien
Villaflores är en kommunhuvudort i Spanien.   Den ligger i provinsen Provincia de Salamanca och regionen Kastilien och Leon, i den centrala delen av landet, 150 km nordväst om huvudstaden Madrid. Villaflores ligger 796 meter över havet och antalet invånare är 390.
Terrängen runt Villaflores är platt, och sluttar norrut. Runt Villaflores är det glesbefolkat, med 14 invånare per kvadratkilometer. Närmaste större samhälle är Cantalapiedra, 6,3 km nordost om Villaflores. Trakten runt Villaflores består till största delen av jordbruksmark.